# 6084 Bascom
6084 Bascom este un asteroid din centura principală de asteroizi.

## Descriere
6084 Bascom este un asteroid din centura principală de asteroizi. A fost descoperit pe 12 februarie 1985 la Observatorul Palomar de Carolyn S. Shoemaker și Eugene M. Shoemaker. Asteroidul prezintă o orbită caracterizată de o semiaxă mare de 2,31 ua, o excentricitate de 0,24 și o înclinație de 23,0° în raport cu ecliptica.